# For a Minor Reflection
For a Minor Reflection son una banda de post-rock instrumental formada el año 2005 en Reikiavik, Islandia. En 2007 publicaron su álbum debut, Reistu Þig Við, Sólin Er Komin Á Loft, que fue un éxito de ventas en Islandia. La banda está compuesta por cuatro jóvenes de 20 años. Hicieron numerosos conciertos como teloneros de Sigur Rós durante su gira europea, y ellos mismos hicieron otra por su cuenta más tarde. Durante el verano de 2009 empezaron a grabar el que será su último trabajo, Höldum í átt að óreiðu.

## Miembros
Los miembros de for a Minor Reflection son Kjartan Holm (guitarra),  Guðfinnur Sveinsson (guitarra y piano), Elvar Jón Guðmundsson (bajo) y Jóhannes Ólafsson (percusión).

## Discografía
1. Reistu Þig Við, Sólin Er Komin Á Loft...(2007)
2. Höldum í átt að óreiðu (2010)